# 巴奇·巴恩斯
巴奇·巴恩斯（英語：Bucky Barnes）是漫威漫画宇宙旗下虚构超级英雄角色之一，全名为詹姆斯·布坎南·「巴奇」·巴恩斯（James Buchanan "Bucky" Barnes），由喬·西蒙和杰克·柯比創作，1941年3月在《美国队长》第一期登场。几十年后，死后的巴基以「酷寒戰士」（Winter Soldier）的身份回归，美国队长曾一度认为巴基已死去。

## 人物生平

### 出生及第二次世界大戰时期
詹姆斯·布坎南·「巴基」·巴恩斯（名字來自于美国第15任总统詹姆斯·布坎南）出生在1925年的美國印第安纳州谢尔比维尔，是在美国参加第二次世界大战前丧生于维吉尼亚州的一名士兵的遗孤。他以「巴基」的身份入伍。尽管穿着制服的他是个十几岁的青少年，但却十分熟习军队生活。他在里海期间与当时军营中最笨拙的士兵史提芬·羅傑斯私下结交，此时關於神秘的超級英雄美国队长的报道开始频见报端，巴基亦開始崇拜这个人物。
1940年，巴基无意中窥见到史提芬·羅傑斯换上军装，从而发现了其美国队长的身份，于是急切想加入罗杰斯的行列。在接受大量训练后，巴基暫時成为美国队长的助手，美国队长是象征美国青年团结的标志，这使得15岁的巴基备受鼓勵。两人跟红骷髅决斗后，美国队长接受巴基成为自己的伙伴，两人一起在国内外与纳粹份子作斗争。加入超级英雄团队后，两人的首个任务是对抗纳粹大师。巴尼斯还跟其他英雄的助手组成年轻盟友。
此外，巴基是1976年的二战闪回超级战队自由军团的组织者，也是小屁孩特工队的成员，曾担任美国队长的先遣侦察兵，经常完成一些英雄不該完成的任务：如刺殺、潛入等。
1945年，二战结束后，美国队长和巴基试图阻止齊莫男爵破坏雄蜂飞机的实验研究，齊莫男爵将一架带有武装爆炸装置的飞机起飞，罗杰斯和巴基上前拦截，巴基未能成功拆除炸弹，导致飞机接近预期目标前在半空中解体，巴基被认为阵亡，罗杰斯假死的「尸体」被抛进了北大西洋冰冷的水域，在冰块中保存直至70年后复仇者聯盟在北极尋找納摩时被发现。
美国队长在一次退伍军人圣诞节庆祝活动上碰見巴基的妹妹蕾貝卡。当特级大师挑战东西海岸复仇者妄图毁灭宇宙时，巴基的验尸报告上有值得注意的外表，此时他已复活，并成为了昔日挚友美国队长的敌人，他被美国队长打败后幽灵般消失。

### 成為酷寒戰士
飞机爆炸后，一名俄羅斯巡逻潜艇的船员瓦西里·卡尔波夫将军发现失去了一只手臂的巴基。巴基在莫斯科被救活，但因為爆炸導致的脑损伤造成失忆，科学家将以升级技术改进的仿生手臂安裝在巴基的身上。
在被一個未知部门的苏联刺客编程后，巴基的代号为“酷寒戰士”，隐蔽网络向他发出任务，以国家名义杀人的他变得高效率并愈发残酷，身為蘇聯特務的他还跟黑寡妇有过关系。非執行任務時，冬日戰士會被冷冻，使得他的年龄始终保持在二战结束前最後几天。1968年，酷寒戰士被派去他曾在二战期间见到过的张弛教授，不幸的是，虽然能够逃脱，但他被无面人在无形中牵制。在1970年代被分配到美国执行暗杀任务后，他遭受精神崩溃并离奇失踪，也曾表明，他曾協助金刚狼脱离X武器的试验室，还谋杀了金刚狼的妻子及其腹中的胎儿戴肯，戴肯在攻击后从子宫中剖腹产下来才幸免于难。
目前看来，冬日戰士在前蘇聯將軍亚历山大·卢金的命令下杀死红骷髅和杰克·梦露（流浪者）。冬日戰士還在宾夕法尼亚州费城发动恐怖袭击，造成数百人死亡，指控了卢金派他前去搜索的宇宙魔方，美國隊長的前妻兼神盾局特務雪倫·卡特亦被其绑架。美國隊長前去营救时，卡特告诉美國隊長冬日戰士像巴基，神盾局局長尼克·福瑞虽然证实冬日戰士的存在，但其确切身份还尚不得知。
后来，美國隊長找到冬日戰士，当他获得宇宙魔方控制权后，他告诉战士：“记住你是谁。”并回复了战士的记忆，使得巴基因对其过去的行为产生内疚而不堪重负，立方体瞬移并解体。
不久后，冬日戰士在英国倫敦再次出现，帮助美國隊長抵御恐怖袭击。他向独眼侠要工作及为仿生手臂的损失提供设备。在内战中，冬日戰士帮助独眼侠计划让被逮捕的美國隊長脱离。在计划能够实现前，队长被暗杀。考虑到注册派領袖東尼·史塔克（鋼鐵人）負有最终责任，冬日戰士计划杀掉鋼鐵人以复仇。冬日戰士从神盾局特務黑寡妇身上盗走美國隊長的盾牌，以防盾牌被流传，在鋼鐵人的监督下任命为美国队长。最终，他前往克朗的基地，在那里卢金透露自己紅骷髏的身份，卢金让邪惡心理医生浮士德博士给巴基重新洗脑为酷寒戰士但未成功。

### 新任美国队长
从浮士德博士手中逃出并被神盾局抓获后，执行董事托尼·史塔克告诉巴恩斯，史蒂夫·罗杰斯曾给他留了一封信，让他照看巴恩斯，让美国队长的衣钵继承下去。史塔克建议巴恩斯当新任美国队长。巴恩斯同意，但要求史塔克让心理感应者消除任何潜在地潜意识指令，确保他完全自主。由于在超人类注册法案下自主安排是非法的，所以史塔克一直没有公开支持新任美国队长。巴恩斯的新美队服装镶上用亞德曼金属镶边，随身携带战斗用手枪和刀。巴恩斯成为新美队面临的第一个重大冒险是与猎鹰、卡特和神盾局对抗最初的红骷髅和浮士德博士。两人在一场阴谋中扶植了20世纪50年代的美国队长，确保他们的一个手下能成为美国总统。巴恩斯偕同同伴成功阻止骷髅的计划，巴恩斯因从暗杀中救出共和民主两党总统候选人而赢得民众的掌声。冒险結束后，巴恩斯接受了自己，并以现在“美国队长”的身份演讲。他也开始与黑寡妇结交。
一位仍然是青少年的巴恩斯被送到1941年，与其他侵略者出现在2008年《复仇者/入侵者》迷你系列中。当时一场时空旅行事件把他们从二战战场带到现今的漫威宇宙，遭遇强大复仇者与新复仇者。在《复仇者/入侵者》第四期的结尾处，巴恩斯试图逃出被他认为是德军基地的神盾局母舰时，碰到装扮成美国队长的未来的自己。

## 其他媒體

### 電影
- 漫威電影宇宙：由賽巴斯汀·史坦飾演「酷寒戰士」巴奇·巴恩斯（英语：Bucky Barnes (Marvel Cinematic Universe)）。
  - 《美國隊長：復仇者先鋒》（2011年）：僅以「巴奇·巴恩斯」的身份登場，時任咆哮突擊隊（英语：Howling Commandos）成員，在追捕索拉的任務中，意外墜落山崖而被認定陣亡[8]。
  - 《美國隊長2：酷寒戰士》（2014年）：正式以「酷寒戰士」身份登場[9]。
  - 《蟻人》（2015年）：片尾客串[10]。
  - 《美國隊長3：英雄內戰》（2016年）[11][12][13]
  - 《黑豹》（2018年）：片尾客串，以新外號「白狼」的身份登場。
  - 《復仇者聯盟3：無限之戰》（2018年）
  - 《復仇者聯盟：終局之戰》（2019年）[14]
  - 《美國隊長4：勇敢新世界》（2025年）：客串。
  - 《雷霆特攻隊*》（2025年）
  - 《復仇者聯盟：末日之戰》（2026年）

### 電視
- 《復仇者聯盟：正義出擊（英语：Avengers Assemble (TV series)）》[15][16]：動畫影集，酷寒戰士由鮑伯·卑爾根[17]（在Ghost from the Past該集之中）、羅傑・克雷格・史密斯[18]（在Spectrums該集之中）配音。而巴奇·巴恩斯本人的身分則由Robbie Daymond[19]配音。
- 漫威電影宇宙：由賽巴斯汀·史坦回歸飾演「酷寒戰士」巴奇·巴恩斯。
  - 《獵鷹與酷寒戰士》（2021年）
  - 《無限可能：假如…？》（2021-2023年）[20]：動畫劇集，配音演出。

### 遊戲
- 《漫威英雄 Online》：玩家創角時可選擇酷寒戰士為遊戲角色，或另付費購買。
- 《MARVEL未來之戰》：手機遊戲，酷寒戰士是玩家可使用角色之一。
- 《漫威vs卡普空:無限》：電視遊戲，要另外付費購買的角色。
- 《漫威超級戰爭》：手機遊戲，酷寒戰士是玩家可使用角色之一。
- 《漫威復仇者聯盟》
- 《漫威爭鋒》：由埃利亞·蒙特喬伊（Eliah Mountjoy）配音。